# Delta du Saint-Maurice
Le delta du Saint-Maurice désigne la région du Québec (Canada) où la rivière Saint-Maurice se jette dans le fleuve Saint-Laurent. 

## Géographie
Le delta du Saint-Maurice couvre une superficie de 3,78 km2. Son archipel d'îles, situé à l'embouchure de la rivière Saint-Maurice à Trois-Rivières en Mauricie (Canada), compte trois îles principales : l'île Saint-Quentin, l'île Saint-Christophe et l'île de la Potherie, et deux îles secondaires : l'île de Blonville et l'île Ogden.

## Annexes

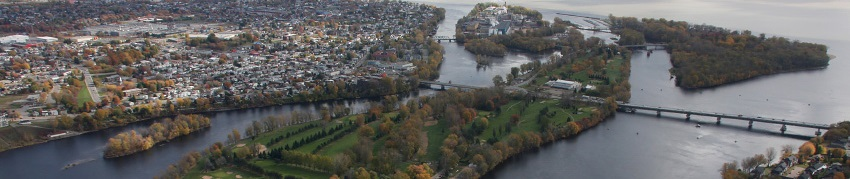